# BBC Sports Personality World Sport Star of the Year
Der BBC Sports Personality World Sport Star of the Year (bis 2023 BBC Overseas Sports Personality of the Year) ist ein seit 1960 jährlich von der BBC vergebener Sportaward. Er wird an die internationale Persönlichkeit vergeben, die den größten Erfolg im Sport im jeweiligen Jahr erzielen konnte. Rekordtitelträger ist Roger Federer mit vier Auszeichnungen.

## Liste der Preisträger
| Jahr | Nationalität        | Gewinner            | Sportart           |
| ---- | ------------------- | ------------------- | ------------------ |
| 1960 | Australien          | Herb Elliott        | Leichtathletik     |
| 1961 | Sowjetunion         | Valeriy Brumel      | Leichtathletik     |
| 1962 | Kanada              | Donald Jackson      | Eiskunstlauf       |
| 1963 | Frankreich          | Jacques Anquetil    | Radsport           |
| 1964 | Äthiopien           | Abebe Bikila        | Leichtathletik     |
| 1965 | Australien          | Ron Clarke          | Leichtathletik     |
| 1965 | Südafrika           | Gary Player         | Golf               |
| 1966 | Portugal            | Eusébio             | Fußball            |
| 1966 | Barbados            | Garfield Sobers     | Cricket            |
| 1967 | Australien          | George Moore        | Pferderennen       |
| 1968 | Sowjetunion         | Oleg Protopopow     | Eiskunstlauf       |
| 1968 | Sowjetunion         | Ljudmila Beloussowa | Eiskunstlauf       |
| 1969 | Australien          | Rod Laver           | Tennis             |
| 1970 | Brasilien           | Pelé                | Fußball            |
| 1971 | Vereinigte Staaten  | Lee Trevino         | Golf               |
| 1972 | Sowjetunion         | Olga Korbut         | Gerätturnen        |
| 1973 | Vereinigte Staaten  | Muhammad Ali (1/3)  | Boxen              |
| 1974 | Vereinigte Staaten  | Muhammad Ali (2/3)  | Boxen              |
| 1975 | Vereinigte Staaten  | Arthur Ashe         | Tennis             |
| 1976 | Rumänien            | Nadia Comăneci      | Gerätturnen        |
| 1977 | Österreich          | Niki Lauda          | Formel 1           |
| 1978 | Vereinigte Staaten  | Muhammad Ali (3/3)  | Boxen              |
| 1979 | Schweden            | Björn Borg          | Tennis             |
| 1980 | Vereinigte Staaten  | Jack Nicklaus       | Golf               |
| 1981 | Vereinigte Staaten  | Chris Evert         | Tennis             |
| 1982 | Vereinigte Staaten  | Jimmy Connors       | Tennis             |
| 1983 | Vereinigte Staaten  | Carl Lewis          | Leichtathletik     |
| 1984 | Spanien             | Seve Ballesteros    | Golf               |
| 1985 | Deutschland         | Boris Becker        | Tennis             |
| 1986 | Australien          | Greg Norman (1/2)   | Golf               |
| 1987 | Vereinigte Staaten  | Martina Navrátilová | Tennis             |
| 1988 | Deutschland         | Steffi Graf         | Tennis             |
| 1989 | Vereinigte Staaten  | Mike Tyson          | Boxen              |
| 1990 | Australien          | Mal Meninga         | Rugby League       |
| 1991 | Vereinigte Staaten  | Mike Powell         | Leichtathletik     |
| 1992 | Vereinigte Staaten  | Andre Agassi        | Tennis             |
| 1993 | Australien          | Greg Norman (2/2)   | Golf               |
| 1994 | Trinidad und Tobago | Brian Lara          | Cricket            |
| 1995 | Neuseeland          | Jonah Lomu          | Rugby Union        |
| 1996 | Vereinigte Staaten  | Evander Holyfield   | Boxen              |
| 1996 | Vereinigte Staaten  | Michael Johnson     | Leichtathletik     |
| 1997 | Schweiz             | Martina Hingis      | Tennis             |
| 1998 | Vereinigte Staaten  | Mark O’Meara        | Golf               |
| 1999 | Vereinigte Staaten  | Maurice Greene      | Leichtathletik     |
| 2000 | Vereinigte Staaten  | Tiger Woods         | Golf               |
| 2001 | Kroatien            | Goran Ivanišević    | Tennis             |
| 2002 | Brasilien           | Ronaldo             | Fußball            |
| 2003 | Vereinigte Staaten  | Lance Armstrong     | Radsport           |
| 2004 | Schweiz             | Roger Federer (1/4) | Tennis             |
| 2005 | Australien          | Shane Warne         | Cricket            |
| 2006 | Schweiz             | Roger Federer (2/4) | Tennis             |
| 2007 | Schweiz             | Roger Federer (3/4) | Tennis             |
| 2008 | Jamaika             | Usain Bolt (1/3)    | Leichtathletik     |
| 2009 | Jamaika             | Usain Bolt (2/3)    | Leichtathletik     |
| 2010 | Spanien             | Rafael Nadal        | Tennis             |
| 2011 | Serbien             | Novak Đoković       | Tennis             |
| 2012 | Jamaika             | Usain Bolt (3/3)    | Leichtathletik     |
| 2013 | Deutschland         | Sebastian Vettel    | Formel 1           |
| 2014 | Portugal            | Cristiano Ronaldo   | Fußball            |
| 2015 | Neuseeland          | Dan Carter          | Rugby              |
| 2016 | Vereinigte Staaten  | Simone Biles        | Gerätturnen        |
| 2017 | Schweiz             | Roger Federer (4/4) | Tennis             |
| 2018 | Italien             | Francesco Molinari  | Golf               |
| 2019 | Kenia               | Eliud Kipchoge      | Leichtathletik     |
| 2020 | Russland            | Chabib Nurmagomedow | Mixed Martial Arts |
| 2021 | Irland              | Rachael Blackmore   | Pferderennen       |
| 2022 | Argentinien         | Lionel Messi        | Fußball            |
| 2023 | Norwegen            | Erling Haaland      | Fußball            |
| 2024 | Schweden            | Armand Duplantis    | Stabhochsprung     |